# Rebeca (película de 2020)
Rebeca (título original en inglés: Rebecca) es una película británica de suspenso y romance de 2020 dirigida por Ben Wheatley a partir de un guion de Jane Goldman, Joe Shrapnel y Anna Waterhouse. Basada en la novela Rebeca de 1938 de Daphne du Maurier, la película está protagonizada por Lily James, Armie Hammer, Kristin Scott Thomas, Keeley Hawes, Ann Dowd y Sam Riley. La película trata sobre las intrigas que surgen después de que una joven se casa con un viudo rico cuya primera esposa, Rebeca, murió en un misterioso accidente de barco.
La película se estrenó en cines selectos el 16 de octubre de 2020 y digitalmente en Netflix cinco días después. Recibió críticas negativas de los críticos, que compararon desfavorablemente la película con la versión de 1940 dirigida por Alfred Hitchcock.

## Argumento
Mientras trabaja para la señora Van Hopper en Montecarlo, una joven conoce a Maxim de Winter, un hombre recientemente viudo. Después de un breve noviazgo, se comprometen. Se casan y luego se dirigen a su mansión en Inglaterra, Manderley.
La señora de Winter conoce a la señora Danvers, el ama de llaves, que era devota de su primera esposa Rebeca, que murió en un accidente de barco. El personal y los amigos de Maxim también querían a Rebeca. La señora Danvers enfatiza la inferioridad de la nueva señora de Winter en comparación. Jack Favell, el primo de Rebeca, viene de visita, afirmando que la señora Danvers lo invitó. Al enterarse de esto, Maxim se enfurece, quien lo expulsa del recinto y acusa a la Sra. de Winter de infidelidad, lo que ella niega. Se enfrenta a la señora Danvers por conspirar contra ella al invitar a Favell y exige que renuncie. La señora Danvers insiste en que Favell estaba mintiendo.
Las dos comienzan a trabajar amigablemente juntas, con la Sra. Danvers ayudando a la Sra. de Winter a revivir el baile de disfraces de Manderley. La señora Danvers sugiere que elija un vestido de un antepasado de De Winter. Cuando lo usa, los invitados se sorprenden y Maxim se enfurece. La señora de Winter se entera de que Rebeca usó el vestido el año anterior.
Al darse cuenta de que la señora Danvers la había manipulado y creyendo que Maxim ahora se arrepiente de su matrimonio, la señora de Winter huye. La señora Danvers revela su desprecio por la nueva esposa, creyendo que está intentando reemplazar a Rebeca. Intenta convencerla de que salte a la muerte desde la ventana. Sin embargo, se ve frustrada por un naufragio cercano traído por la tormenta. El barco es el de Rebeca y su cuerpo descompuesto se descubre a bordo.
Esto reabre la investigación sobre la muerte de Rebeca. Maxim le confiesa a su esposa que su matrimonio con Rebeca fue una farsa y que siempre la odió. Afirma que ella era cruel, egoísta, adúltera y manipuladora. La noche de su muerte, le dijo a Maxim que estaba embarazada del hijo de otro hombre, al que criaría con el pretexto de que era de Maxim. Ella colocó su arma en su pecho y afirmó que la única forma de liberarse de ella era matarla. Enfurecido, Maxim apretó el gatillo y luego se deshizo de su cuerpo colocándolo en su bote y hundiéndolo.
Aunque perturbada por su confesión, la señora de Winter se siente aliviada al saber que Maxim la ama y decide apoyarlo durante la investigación. Favell intenta chantajear a Maxim, afirmando tener pruebas de que Rebeca no tenía intención de suicidarse, en una nota que había escrito.
El juicio muestra que el barco de Rebeca fue hundido deliberadamente. El testimonio de la Sra. Danvers implica que la visita de Rebeca a un médico de Londres poco antes de su muerte tuvo que ver con el embarazo. El fiscal presenta el cheque de Maxim escrito a Favell por la nota, y Favell acusa a Maxim de asesinar a Rebecca. Maxim es puesto bajo arresto.
En Manderley, la señora Danvers revela que Rebeca odiaba a todos los hombres de su vida. La señora de Winter la despide, localiza al médico de Rebeca y lee su expediente, que revela que no podría haber estado embarazada debido a un cáncer uterino avanzado y habría muerto a los pocos meses. Un investigador concluye que Rebeca se suicidó hundiendo su barco, mientras que la señora de Winter concluye en privado que Rebeca quería que Maxim la matara.
Absueltos, Maxim y su nueva esposa regresan a casa y encuentran la mansión en llamas. Una criada revela que la señora Danvers inició el incendio y huyó. La señora de Winter corre hacia los acantilados y encuentra a la señora Danvers parada en un precipicio. La señora de Winter le ruega que no salte, pero la señora Danvers maldice a los De Winter para que nunca conozcan la felicidad, salta al mar y muere.
Años más tarde, la señora de Winter despierta de un sueño y se encuentra con su marido en El Cairo, mientras buscan la casa de sus sueños. Ella dice que de los restos del Manderley había salvado lo único que valía la pena salvar: el amor.

## Reparto
- Lily James como la segunda Sra. de Winter.
- Armie Hammer como Maxim de Winter.
- Kristin Scott Thomas como la Sra. Danvers.
- Keeley Hawes como Beatrice Lacy.
- Ann Dowd como la señora Van Hopper.
- Sam Riley como Jack Favell.
- Tom Goodman-Hill como Frank Crawley.
- Mark Lewis Jones como inspector Welch.
- John Hollingworth como Giles Lacy.
- Bill Paterson como el Dr. Baker.
- Ben Crompton como Ben.
- Jane Lapotaire como Abuela.
- Jeff Rawle como Frith.

## Producción
En noviembre de 2018 se anunció que Lily James y Armie Hammer protagonizarían la película, que sería dirigida por Ben Wheatley, que Netflix distribuiría. En mayo de 2019, Kristin Scott Thomas, Keeley Hawes, Ann Dowd, Sam Riley y Ben Crompton se unieron al elenco de la película.
El rodaje comenzó el 3 de junio de 2019. Cranborne Manor en Dorset y Hartland Quay en Devon se utilizaron para el rodaje en julio de 2019. En total, Rebeca fue filmada en seis mansiones o fincas diferentes. Junto con Cranborne, se utilizó Hatfield House para los pasillos interiores, Mapperton para el jardín trasero de Manderley (que a veces está abierto al público a diferencia de la mansión real), Loseley Park para las escalera s de Manderley, Petworth House para uno de los pasillos llenos de estatuas de mármol y pinturas y, por último, Osterley Park para la cocina de Manderley. Los dormitorios de la antigua y la nueva señora De Winter eran ambos decorados.

## Lanzamiento
Rebeca se estrenó en cines británicos selectos el 16 de octubre de 2020 y digitalmente en Netflix en todo el mundo el 21 de octubre de 2020.
La película fue la más vista en el sitio en sus primeros dos días de estreno, antes de terminar en segundo lugar durante el fin de semana. Salió del top 10 el fin de semana siguiente. En noviembre, Variety informó que la película era el undécimo título de transmisión directa más visto de 2020 hasta ese momento.

## Recepción
En el sitio web agregador de reseñas Rotten Tomatoes, el 39% de las 231 críticas son positivas, con una calificación promedio de 5,4/10. El consenso del sitio web dice: «La nueva versión de Rebeca de Ben Wheatley es deslumbrante de contemplar, pero nunca llega al corazón del material original clásico, ni justifica realmente su propia existencia». Metacritic, que utiliza un promedio ponderado, asigna la película obtuvo una puntuación de 46 sobre 100, basada en 38 críticas, lo que indica críticas «mixtas o promedio».
Peter Debruge de Variety escribió: «Durante aproximadamente las tres cuartas partes del tiempo de ejecución, Rebeca hace un trabajo respetable al navegar entre el respeto por la fuente y el establecimiento de su propia identidad distintiva. Y luego, precisamente en el momento en que se encuentra para hacer algunos mejoras ilustradas... este Rolls-Royce de adaptación se sale de la carretera».
Peter Bradshaw de The Guardian le dio a la película dos de cinco estrellas y escribió: «Puedes sentir a Wheatley... queriendo someterse al horror bacanal completo de la secuencia [del baile de disfraces] y, sin embargo, la historia en sí no se lo permite. Esta Rebeca nos deja con un misterio secundario: por qué precisamente Wheatley quería hacerla».
Constance Grady de Vox le dio a la película dos de cinco estrellas y fue aún más lejos: «Ben Wheatley no tiene por qué hacer una película de terror gótico romántico si no está interesado en el terror gótico romántico y, según la evidencia de esta película, no lo está». Y concluye: «Rebeca de Wheatley es una película de terror que está decididamente segura de que, en realidad, no está sucediendo nada horrible aquí».